# Eduard Prades
Eduard Prades Reverter (Alcanar, Tarragona, 9 de agosto de 1987) é um ciclista espanhol que compete com o Team Delko.

## Trajetória
Começou correndo na equipa andorrana Andorra-Grandvalira, depois de seu desaparecimento em 2010 foi a correr para a Azysa amador junto com o seu irmão. Nesse ano ganhou o Grande Prêmio Macario.
Em 2012 ganhou a prova do Memorial Valenciaga e se proclamou campeão da Copa da Espanha elite / sub23.
Em 2013 alinhou pela equipa portuguesa OFM-Quinta da Lixa, com o que conseguiu finalizar em quinto lugar no Campeonato da Espanha em Estrada.
Em 2014 alinhou para a temporada de 2015 pela equipa navarra Caja Rural-Seguros RGA, com o que conseguiu uma vitória na Volta a Portugal e se proclamou vencedor da Coppa Sabatini esse mesmo ano.
Em 19 de outubro de 2018 o Movistar Team anunciou sua incorporação à equipa para 2019.
Depois de dois anos na equipa telefónica, face a 2021 alinhou pelo Team Delko.

## Palmarés
- 2013
  - Grande Prémio Torres Vedras-Troféu Joaquim Agostinho, mais 1 etapa

- 2014
  - 1 etapa da Volta ao Alentejo

- 2015
  - 1 etapa da Volta a Portugal
  - Coppa Sabatini

- 2016
  - 1 etapa do Grande Prêmio Internacional de Fronteiras e da Serra da Estrela
  - The Philadelphia Cycling Classic

- 2018
  - Tour da Noruega[9]
  - Volta à Turquia

- 2019
  - 1 etapa do Tour La Provence
  - Volta a Aragão

## Resultados em Grandes Voltas
| Corrida | Corrida         | 2009 | 2010 | 2011 | 2012 | 2013 | 2014 | 2015 | 2016  | 2017 | 2018 | 2019 | 2020 | 2021 |
| ------- | --------------- | ---- | ---- | ---- | ---- | ---- | ---- | ---- | ----- | ---- | ---- | ---- | ---- | ---- |
|         | Giro d'Italia   | —    | —    | —    | —    | —    | —    | —    | —     | —    | —    | —    | —    | —    |
|         | Tour de France  | —    | —    | —    | —    | —    | —    | —    | —     | —    | —    | —    | —    | —    |
|         | Volta a Espanha | —    | —    | —    | —    | —    | —    | —    | 127.º | —    | 68.º | —    | —    | —    |

—: não participa

Ab.: abandono